# Lorenzo Barcelata
Lorenzo Barcelata (* 24. Juli 1898 in Tlalixcoyan, Veracruz; † 13. Juli 1943 in Mexiko-Stadt) war ein mexikanischer Komponist.
Barcelata schuf die Filmmusik zu einer Reihe mexikanischer Filme in den 1930er Jahren, etwa für Allá en el Rancho Grande, Amanecer ranchero und Mano a mano. Viele seiner populären Lieder wurden häufig posthum auch für Filmmusiken verwendet.
Sein Lied El cascabel ist in der Musiksammlung auf der Voyager Golden Record enthalten.

## Filmographie
- 1937: Diaz der Stierkämpfer (¡Ora Ponciano!)